# Gallipoli (Italien)
 For alternative betydninger, se Gallipoli. (Se også artikler, som begynder med Gallipoli)
Gallipoli er en by i Apulien, Italien med 19.561 (2023) indbyggere.